# Chris Amon
Chris Amon (n. 20 iulie 1943, Bulls⁠(d), Manawatū-Whanganui Region⁠(d), Noua Zeelandă – d. 3 august 2016, Rotorua⁠(d), Bay of Plenty Region⁠(d), Noua Zeelandă) a fost un pilot de Formula 1.
1. 1 2 3  L'ex-pilote de F1 Chris Amon nous a quittés (în franceză), 3 august 2016